# Кориат, Ашер
А́шер Кориа́т (ивр. אשר קוריאט‎; род. 8 января 1939, Мекнес, Марокко) — израильский учёный-психолог, специалист в области когнитивной психологии. В сферу интересов входят человеческая память, обработка информации и мышление. Профессор Хайфского университета (с 1986 года), лауреат Премии Израиля, член Израильской академии наук (с 2002 года).

## Биография
Ашер Кориат родился в Мекнесе (Марокко) в 1939 году. В 1949 году репатриировался в Израиль. В 1965 году получил степень магистра психологии и философии в Еврейском университете в Иерусалиме (где его научным руководителем был Даниэль Канеман), с 1965 по 1970 год — в Университете Беркли (Калифорния), защитил звание доктора философии в области когнитивной психологии. Докторская диссертация Кориата, защищённая под научным руководством Джека Блока, была посвящена связям между творческими способностями и структурой памяти.
С 1970 года Ашер Кориат преподавал психологию в Еврейском университете, в 1976 году перешёл в Хайфский университет, где с 1981 по 1984 год возглавлял отделение психологии. С 1986 года — адъюнкт-профессор Хайфского университета, с 1990 полный профессор. В качестве приглашённого лектора преподавал в Орегонском и Торонтском университетах, Институте Ротмана (Канада) и Институте Макса Планка (Мюнхен).
Среди исследовательских структур, которые возглавлял Ашер Кориат — Институт обработки информации и принятия решений и Институт исследований когнитивных процессов и работоспособности человека им. Макса Вертгеймера (1996—2010) при Хайфском университете. Он был членом сената Хайфского университета и советов директоров Европейского общества когнитивной психологии и Общества прикладных исследований процессов памяти.
Жена Ашера Кориата Амалия — также учёный-психолог, специализирующийся в области педагогической и клинической психологии. Амалия Кориат преподаёт в Хайфском университете.

## Научная работа
Ещё в процессе работы над диссертацией в Беркли Ашер Кориат проявил интерес к совмещению теорий в области психоанализа и недавно начавшей своё развитие когнитивной психологии. В этот же период он работал с профессором Ричардом Лазарусом над вопросами психологических процессов в условиях стресса. В дальнейшем человеческая память, обработка информации, образное мышление и метакогниция оставались в центре его внимания на протяжении десятилетий.
В период работы в Еврейском университете Ашер Кориат совмещал исследования в области когнитивной и педагогической психологии, в определённый момент даже возглавив кафедру педагогической психологии. После перехода в Хайфский университет он сосредоточился на изучении человеческой памяти. Вместе с другими специалистами в области когнитивной психологии (среди которых Амнон Раппапорт, Давид Навон и Йоэль Норман) Ашер Кориат основал исследовательский центр, занимающийся этой тематикой — Институт обработки информации и принятия решений (ивр. המכון לעיבוד מידע וקבלת החלטות‎, מעמק"ה). В конце 1970-х годов в своих работах Кориат начал разрабатывать тему метакогниции. Его вклад в развитие теорий об уровнях сознания и связях между явными и скрытыми процессами лёг в основу современных когнитивных моделей. Его статьи выходили в таких изданиях, как Journal of Experimental Psychology: Human Learning and Memory (в частности, совместная статья 1980 года с С. Лихтенштейн и Б. Фишгофом цитировалась около 1000 раз), Journal of Experimental Psychology: General (статья 1997 года цитировалась около 500 раз), Psychological review (статья 1996 года с М. Гольдшмидтом цитировалась более 500 раз), Science, Annual review of psychology, Psychological Science, Acta Psychologica и Memory & Cognition.
Ашер Кориат также является известным популяризатором психологии в Израиле. Под его руководством подготовлены многочисленные магистерские и докторские диссертации. Он входил в редакторские коллегии ведущих международных психологических журналов и был членом учёных советов (в том числе членом совета директоров Института психологии общества Макса Планка).
Ашер Кориат — Фулбрайтовский стипендиат (в годы учёбы в Университете Беркли) и лауреат Премии Гумбольдта. В 2002 году Кориат был удостоен Премии Израиля за достижения в области психологии и заслуги в популяризации психологии в Израиле и за рубежом. С 2002 года он также является членом Израильской академии наук.